# Amata tetrazonata
Amata tetrazonata är en fjärilsart som beskrevs av George Francis Hampson 1898. Amata tetrazonata ingår i släktet Amata och familjen björnspinnare. Inga underarter finns listade i Catalogue of Life.